# Gemeine Nachtkerze
Die Gemeine Nachtkerze (Oenothera biennis), auch als Gewöhnliche Nachtkerze bezeichnet, ist eine Pflanzenart aus der Gattung der Nachtkerzen (Oenothera) innerhalb der Familie der Nachtkerzengewächse (Onagraceae). Um 1620 wurde diese in Nordamerika heimische Pflanzenart in Mitteleuropa eingeführt und zählt daher in Europa zu den Neophyten.

## Beschreibung

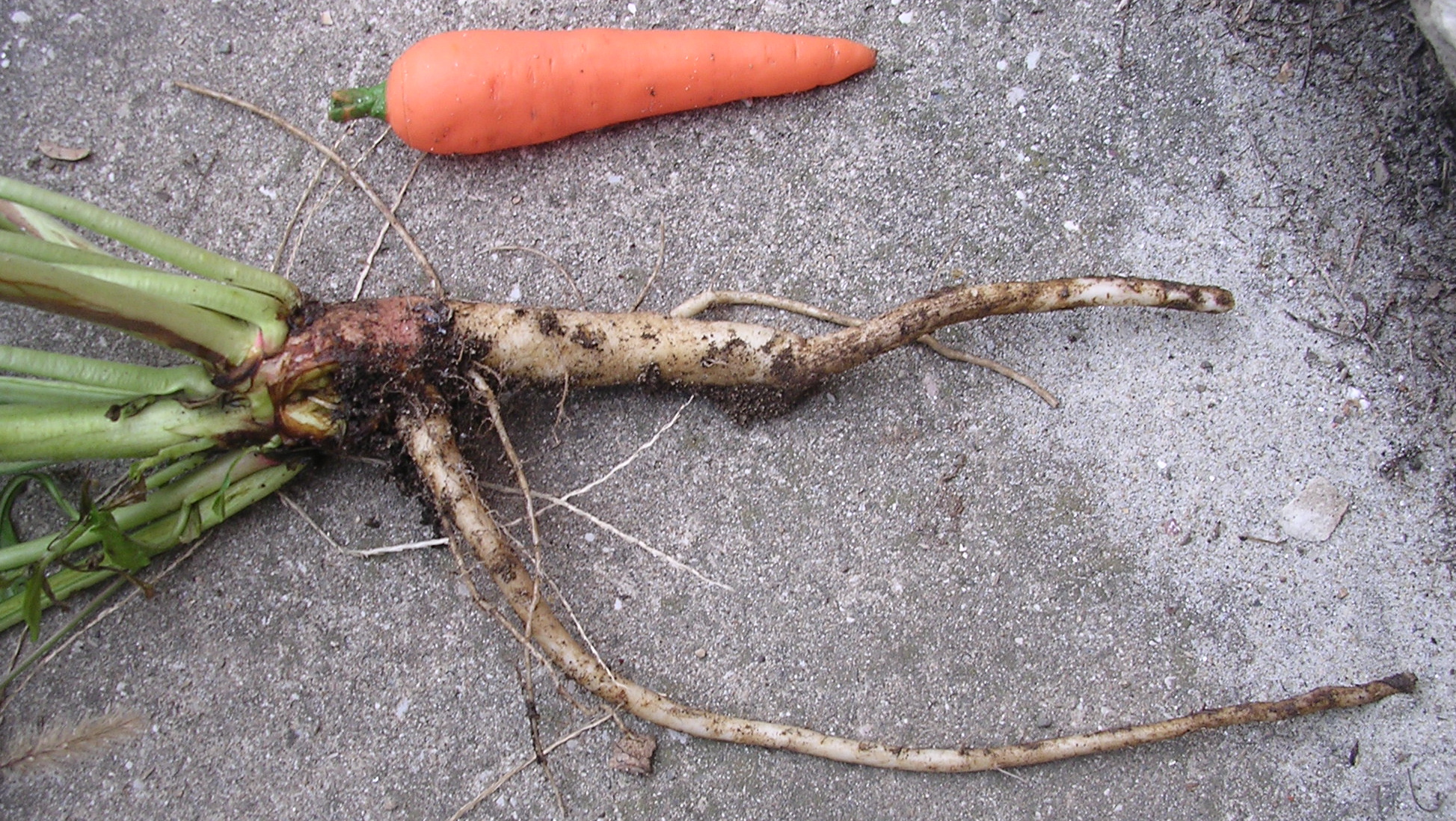
Pfahlwurzel im Vergleich zu einer Karotte

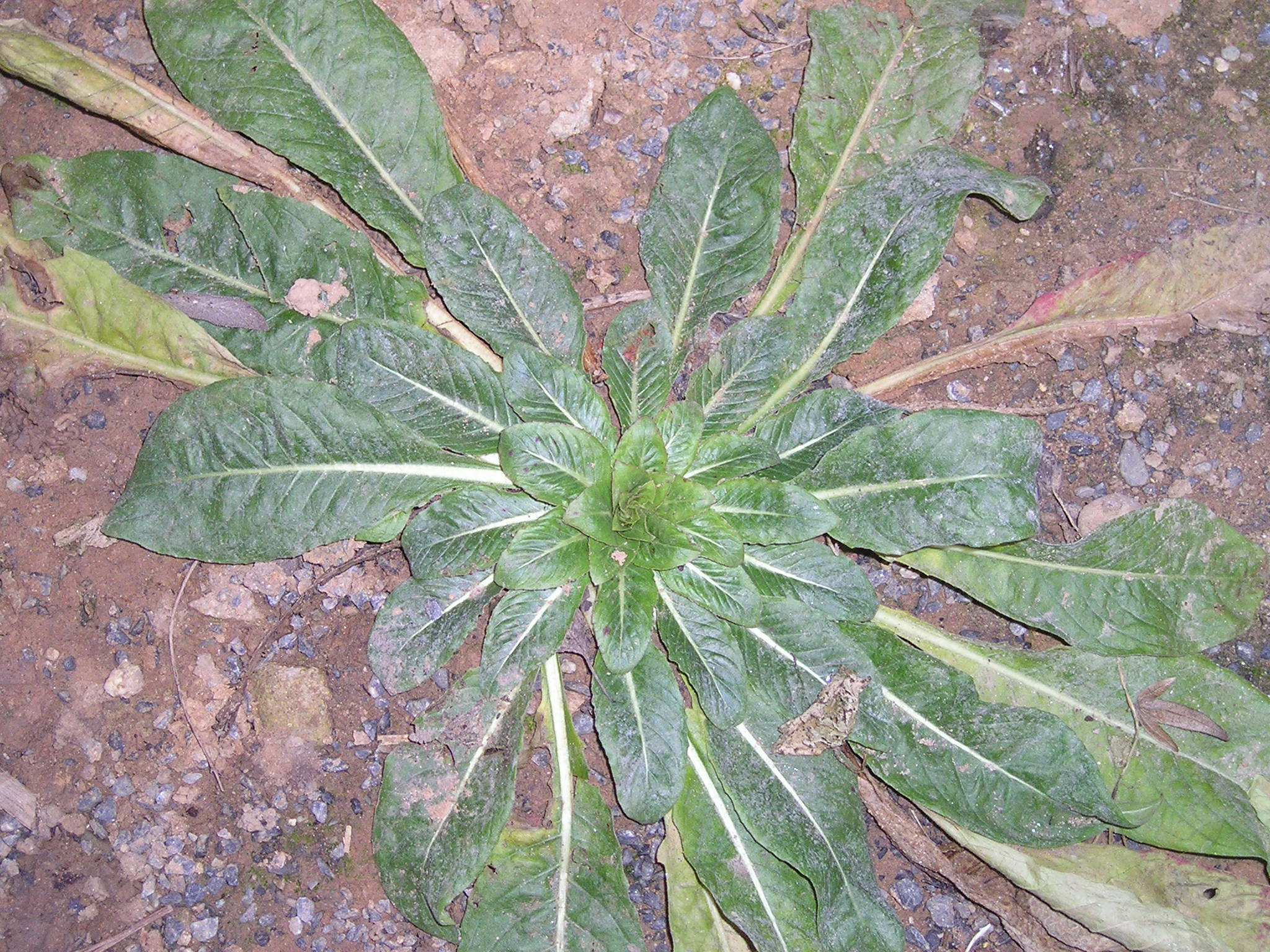
Blattrosette im ersten Jahr

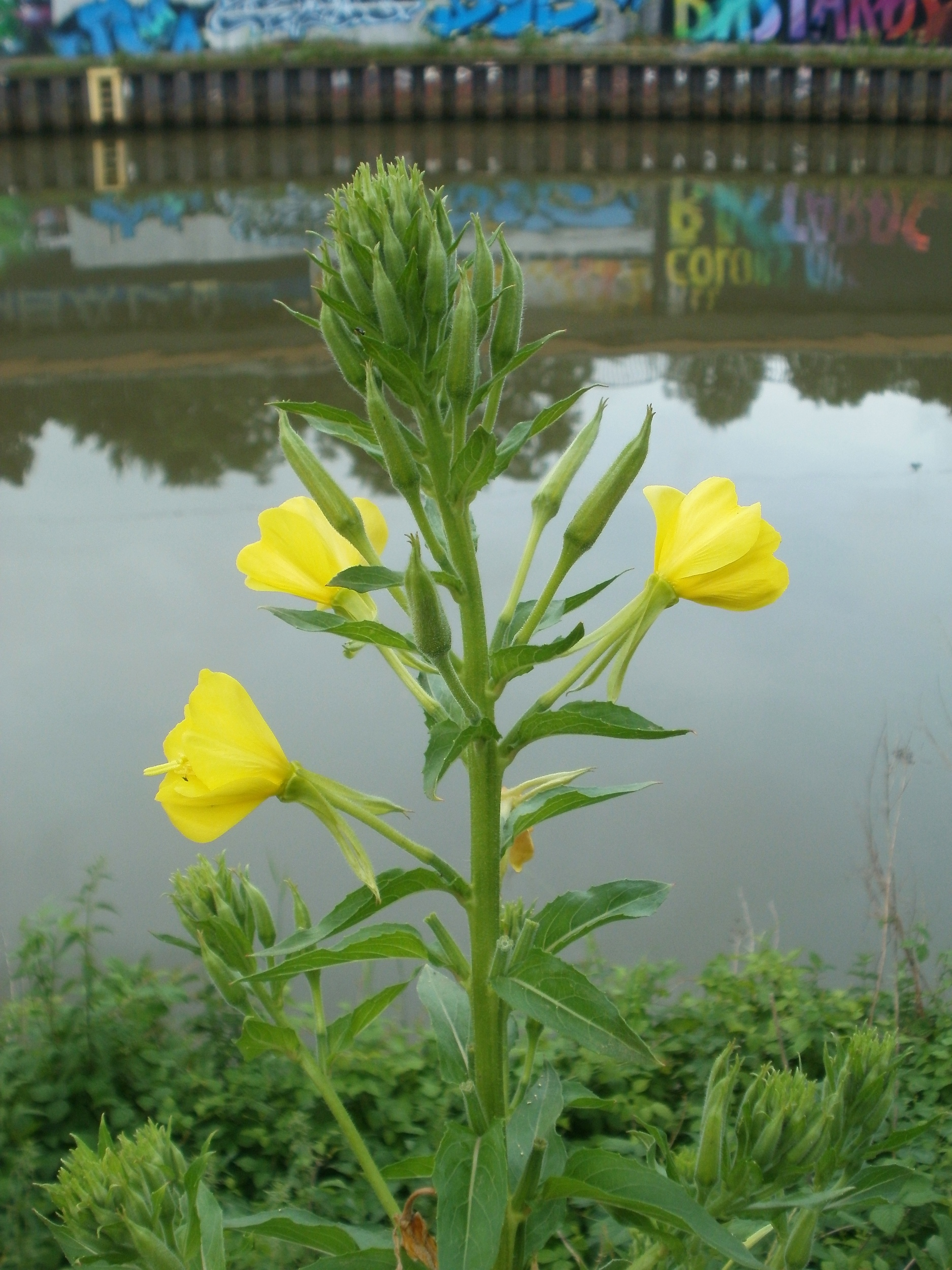
Traubiger Blütenstand

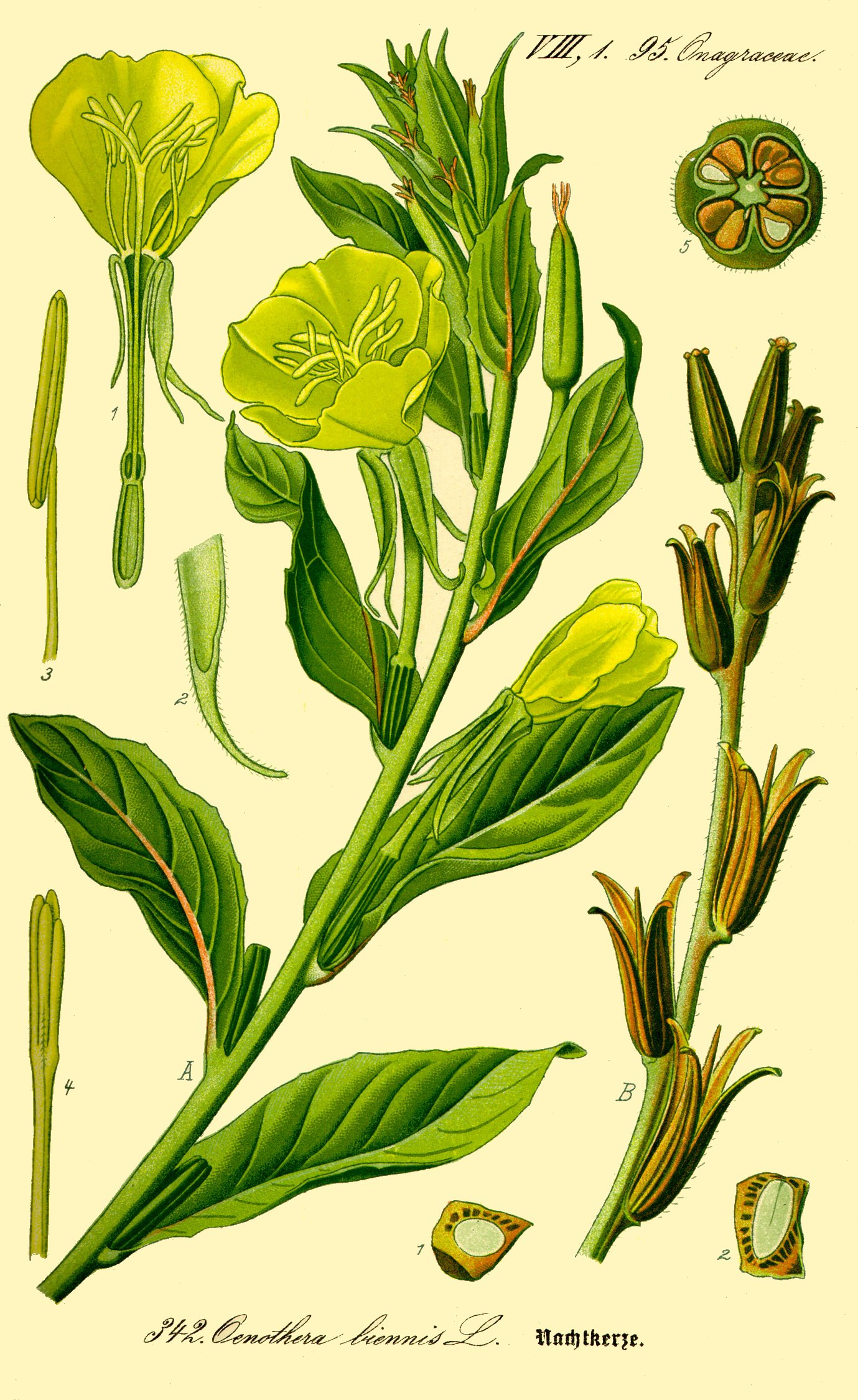
Illustration

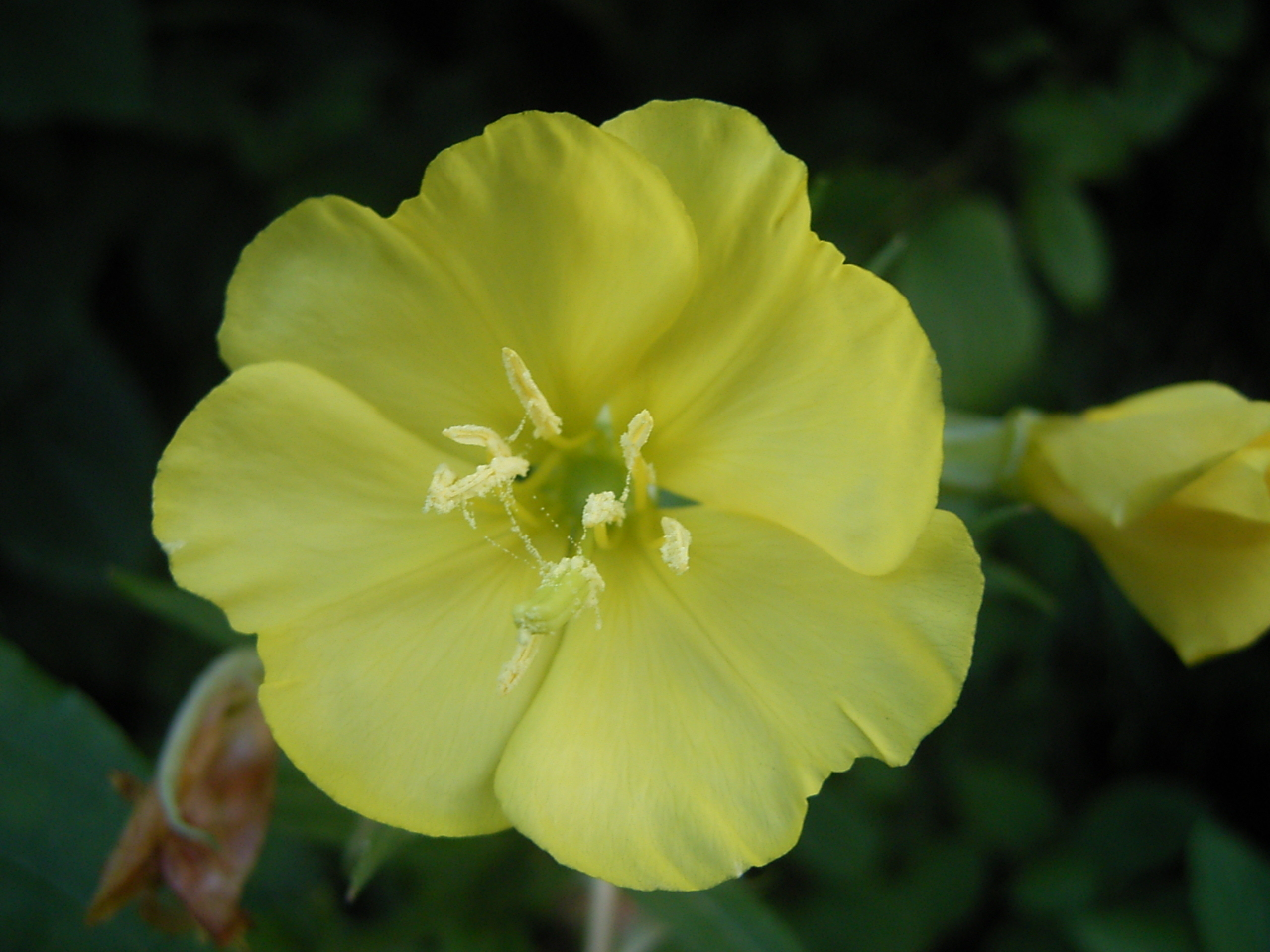
Vierzählige, radiärsymmetrische Blüte

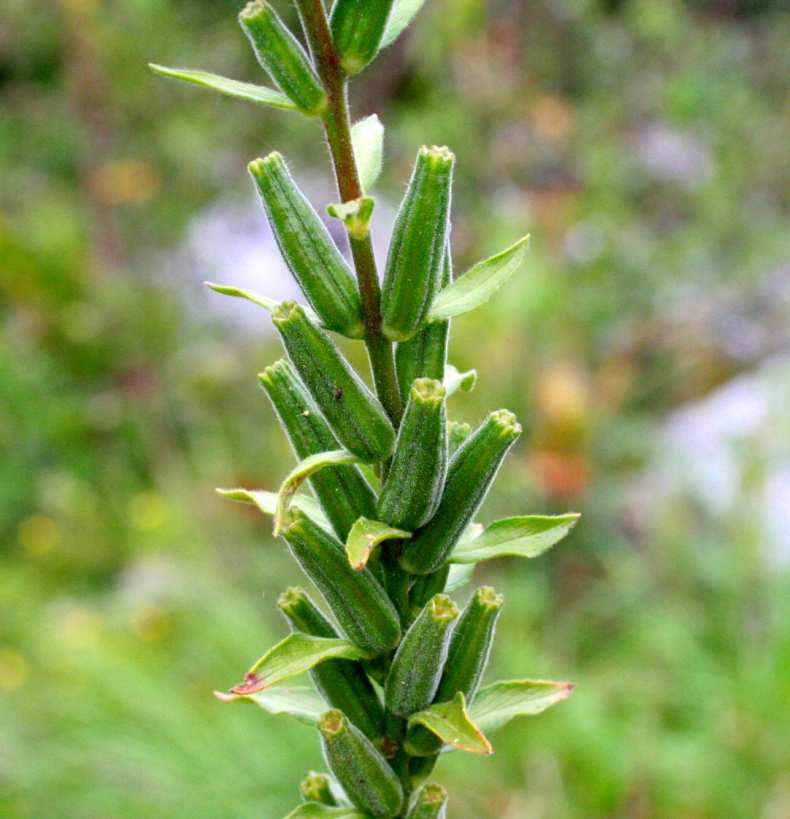
Junge Früchte

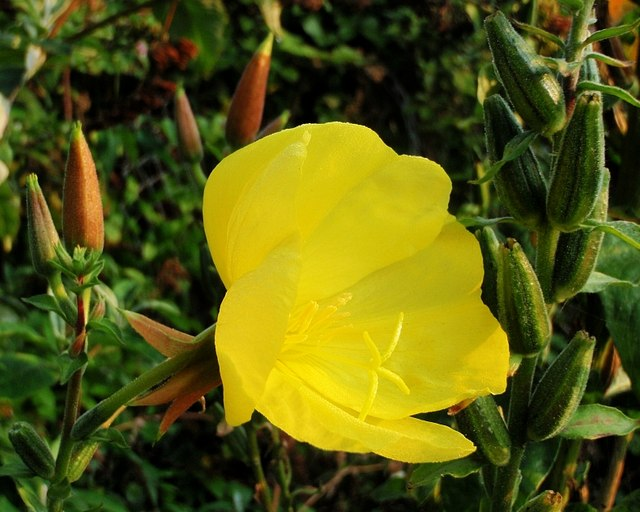
Blüte von der Seite

### Erscheinungsbild und Blatt
Die Gemeine Nachtkerze ist eine zweijährige krautige Pflanze, die Wuchshöhen von 0,8 bis 1,8, bei idealem Standort bis zu 2 Metern erreicht. Sie bildet im ersten Jahr eine auf dem Boden aufliegende Blattrosette mit fleischiger Pfahlwurzel. Im zweiten Jahr erhebt sich daraus ein grüner oder im unteren Bereich rötlich überlaufener, ungetupfter Stängel, dieser ist einfach oder spärlich verzweigt und dicht bis spärlich behaart.
Die grundständigen und wechselständig am Stängel verteilt stehenden Laubblätter sind sitzend oder kurz gestielt und hell- bis mittelgrün. Die Blattspreiten der Grundblätter sind 10 bis 30 Zentimeter lang und meist 2 bis 5 Zentimeter breit. Die Blattspreiten der Stängelblätter sind bei einer Länge von 5 bis 22 Zentimetern und einer Breite von meist 1,5 bis 5 (1 bis 6) Zentimetern schmal verkehrt-lanzettlich bis elliptisch mit spitzer bis zugespitzter Spreitenbasis und spitzem oberem Ende. Der Rand der Stängelblätter ist gezähnt bis fast glatt, oft gelappt in der Nähe der Spreitenbasis. Es sind ein roter Mittelnerv und undeutliche Seitennerven vorhanden.

### Blütenstand und Blüte
In einem meist unverzweigten, dichten, ährigen Blütenstand an einer geraden, drüsig behaarten Blütenstandsachse stehen viele Blüten zusammen. In der Achsel eines Tragblattes sitzt je eine Blüte. Die Blütenknospen sind grün.
Die zwittrige Blüte ist radiärsymmetrisch und vierzählig mit doppelter Blütenhülle. Der Blütenbecher (Hypanthium) ist selten 2, meist 2,5 bis 4 Zentimeter lang. Auf ihm stehen die Kelch- und Kronblätter. Die vier grünen bis mehr oder weniger gelben, selten mehr oder weniger roten Kelchblätter sind meist 1,2 bis 2,2, selten bis zu 2,8 Zentimeter lang verwachsen und die nach unten gekrümmten Kelchzipfel sind 1,5 bis 3 Millimeter lang. Die vier Kronblätter sind meist 1,2 bis 2,5, selten bis zu 3 Zentimeter lang und 2,4 bis 3,5 Zentimeter breit. Die Kronblätter sind intensiv gelb und verfärben sich beim Verwelken orangefarben. Es sind zwei Kreise mit je vier Staubblättern vorhanden. Die Staubbeutel sind meist 3 bis 6, selten bis zu 9 Millimeter lang. Tief unten im engen Blütenbecher befindet sich der vierfächerige, unterständige, behaarte Fruchtknoten. Der mehrere Zentimeter lange (ähnlich lang wie die Staubblätter) Griffel endet in vier Narben.

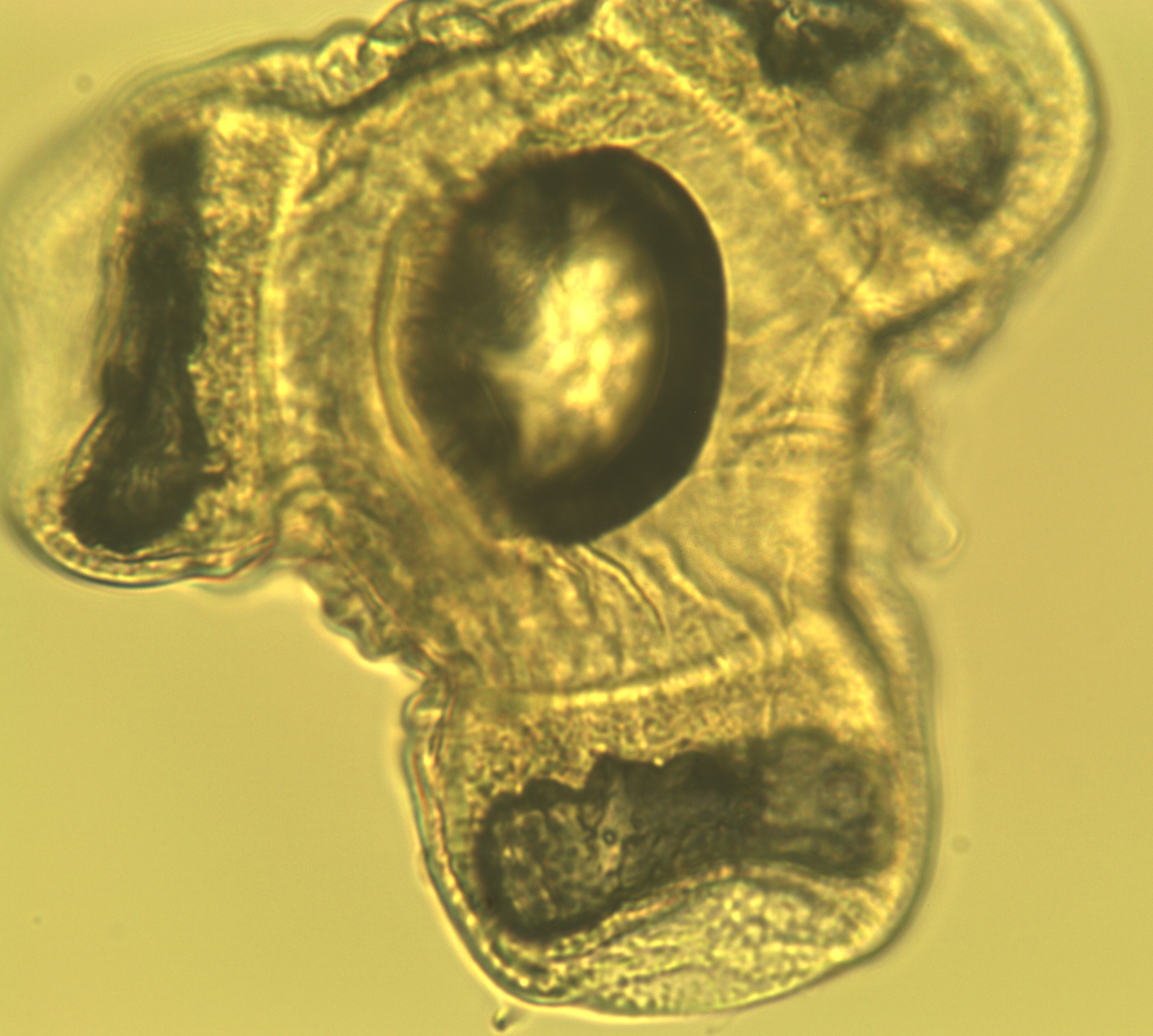
Pollenkorn (400×)

### Frucht und Samen
Die junge Frucht ist mit Drüsenhaaren und spitzen Haaren bedeckt. Die sitzende, lokulizide Kapselfrucht ist bei einer Länge von 2 bis 4 Zentimeter und einem Durchmesser von 4 bis 6 Millimeter zylindrisch und mehr oder weniger gerade. Die Samen stehen in zwei Reihen je Fruchtfach. Die 1,1 bis 2 Millimeter großen, kantigen Samen besitzen eine braune bis fast schwarze und unregelmäßig genarbte Oberfläche.

### Chromosomensatz
Die Chromosomengrundzahl beträgt n = 7; es liegt Diploidie vor, also 2n = 14.

## Ökologie
Bei der Gemeinen Nachtkerze handelt es sich um einen Hemikryptophyten. Sie wurzelt bis 160 Zentimeter tief.

### Blütenökologie
Die Blütezeit der Gemeinen Nachtkerze beginnt in Mitteleuropa Anfang Juni und kann bei guten Standort- und Wetterbedingungen bis Ende September anhalten, in China reicht sie von Juli bis Oktober. Die einzelnen Blüten sind sehr kurzlebig. Sie öffnen sich in der Abenddämmerung und sind meistens bis zum nächsten Mittag verblüht. Der genaue Zeitpunkt, zu dem sich die Blüten öffnen, ist von Sonnenstand, Tagestemperatur und Luftfeuchtigkeit abhängig. Bei der Gemeinen Nachtkerze liegt Selbstkompatibilität und Autogamie vor. Das heißt, sie bestäuben sich selbst, mit Hilfe von Schmetterlingen. Für eine Pionierpflanze, die gern neue Standorte besiedelt, ist das von Vorteil. Auf diese Weise kann ein einzelnes Exemplar eine höhere genetische Vielfalt unter den Nachkommen hervorbringen. Die Autogamie steht zwischen Fremdbestäubung und vegetativer Fortpflanzung, die zu genetisch identischen Klonen führt.
Das Öffnen der Blüten erfolgt häufig innerhalb weniger Minuten in einer fließenden Bewegung. Die Plötzlichkeit und Schnelligkeit des Aufblühens ist ansonsten bei keiner anderen in Mitteleuropa vorkommenden Pflanze zu beobachten. Sie ist deshalb in Botanischen Gärten und Schulgärten eine gelegentlich verwendete Demonstrationspflanze. Eine sich öffnende Blüte ist in der Regel noch geruchlos. Erst nach vollständiger Öffnung verbreitet sie einen intensiv süßlichen Duft, der mitunter als aufdringlich und fast stinkend empfunden wird. Die Narben sind am Blüteneingang den bestäubenden Insekten zugänglich.

### Die Bestäubung
Beim Öffnen der „Stieltellerblüte“ stäuben zunächst die reifen Staubbeutel, weshalb die Blüte als vormännlich bezeichnet wird. Die zu etwa 50 % fertilen Pollenkörner sind über Viscinfäden miteinander verfilzt und bleiben dadurch leicht im Haarkleid oder an den Fühlern von Insekten hängen. Erst wenn die Staubbeutel entleert wurden, reifen die Narben heran. Diese liegen unmittelbar nach Blütenöffnung eng aneinander und entfalten sich im Laufe der Öffnung der Blüte. Nektar für bestäubende Insekten wird am Grunde der Kelchröhre von einer glatten, gelben Honigdrüse ausgeschieden, die oberhalb des Fruchtknotens liegt. Der Blütensaft fließt aufgrund der waagrechten Stellung der Blüte dem Ausgang zu, wo er am aufliegenden Griffel haften bleibt.
Die Bestäubung erfolgt im Sommer etwa 30 Minuten nach dem Öffnen der Blüten überwiegend durch Nachtfalter aus der Familie der Schwärmer, darunter Taubenschwänzchen (tagaktiv!) und Mittlerer Weinschwärmer, der in Mitteleuropa häufigsten Schwärmerart. Ein in Mitteleuropa eher seltener Schwärmer wird wegen seiner Vorliebe für den Nektar dieser Pflanze Nachtkerzenschwärmer genannt.
Die Nachtfalter kann man gelegentlich dabei beobachten, wie sie im Schwirrflug vor einer der Blüten stehen. Beim Einführen des Rüssels streifen sie die Staubbeutel der Blüte. Die Narben sind infolge einer Seitwärtsbewegung des Griffels zunächst aus der Zugangsrichtung zum Nektar weggerückt. Eine halbe Stunde nach Öffnung der Blüte streckt sich auch der Griffel. Seine Narbenäste spreizen sich dabei auseinander und können nun von später eintreffenden Insekten bestäubt werden.
Bei Tage stellen sich, angelockt durch die lebhaft gelbe Farbe der Kronblätter mit den für den Menschen unsichtbaren Strichsaftmalen, auch langrüsselige Bienen sowie Hummeln und Tagfalter ein. Gelegentlich findet man an den Blättern der Gemeinen Nachtkerze auch die bis zu acht Zentimeter lange Raupe des Mittleren Weinschwärmers mit den charakteristischen halbmondförmigen und weiß gerandeten Augenflecken. Diese normalerweise auf Weidenröschen spezialisierte Raupe kann auch die Gemeine Nachtkerze als Fraßpflanze nutzen.

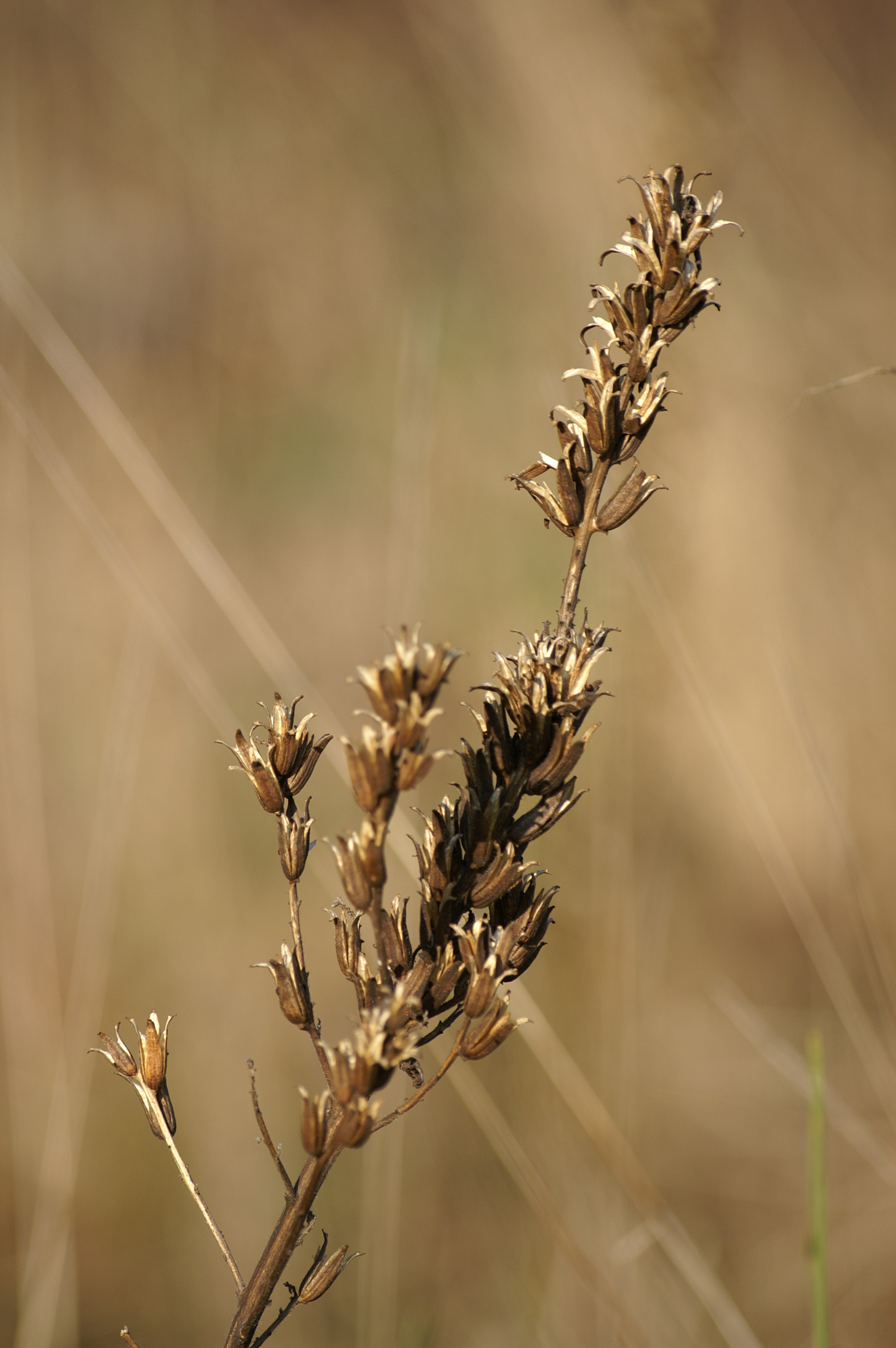
Fruchtstand

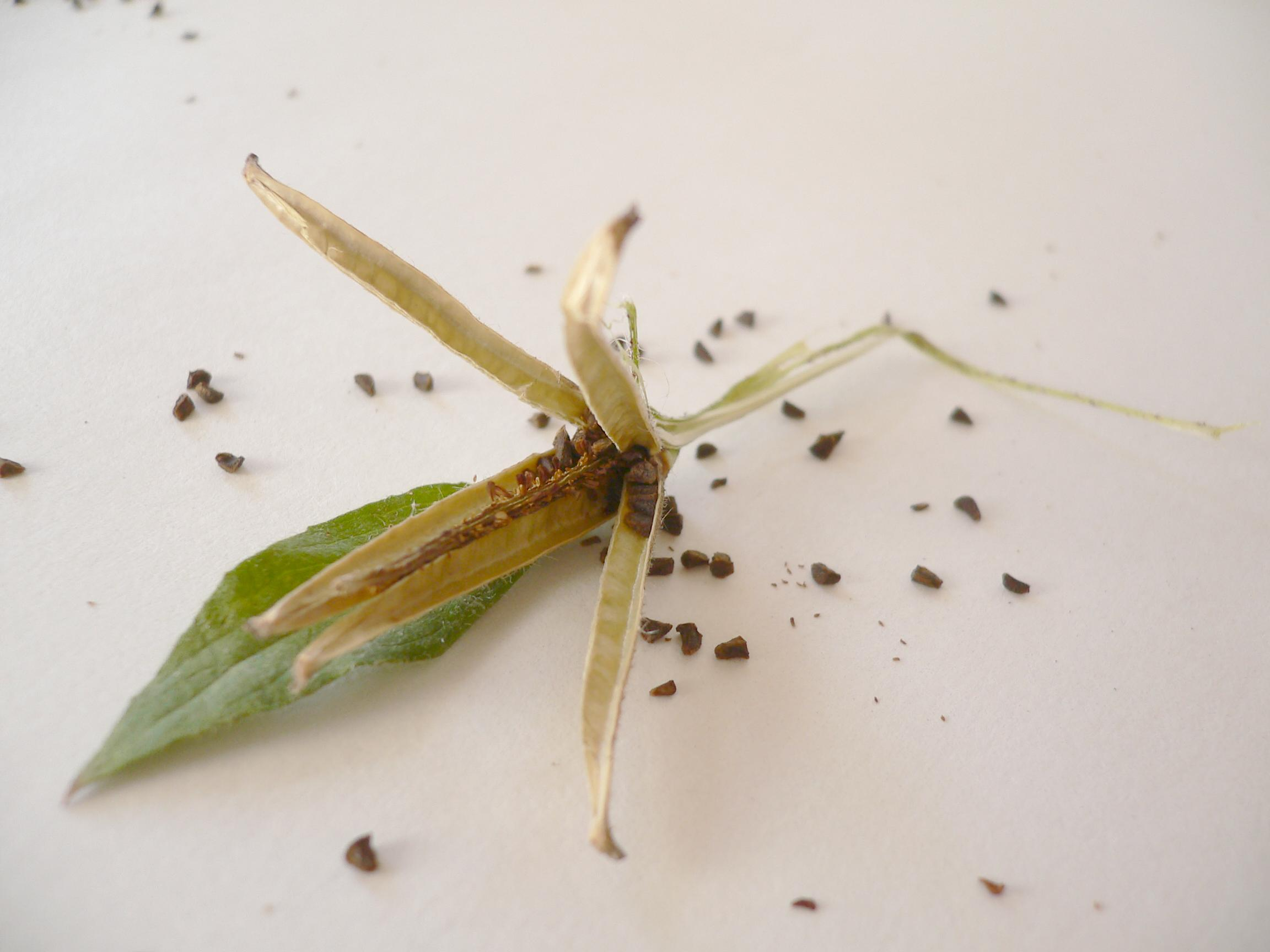
Offene Frucht mit Samen

### Die Ausbreitung der Samen
Da jeder Haupt- oder Seitentrieb bis zu 120 Blüten hervorbringen kann, ist die Gemeine Nachtkerze sehr ausbreitungsstark.
In China reifen die Früchte zwischen Juli und November. Bei Reife reißen die vier Fächer der Kapselfrucht entlang der Rückennaht infolge von Austrocknung von der Spitze bis zur Mitte auf.
Jede Kapselfrucht enthält bis zu 200 Samen. Die dreikantigen Samen besitzen einen häutigen Flügelsaum. Als Ausbreitungsstrategie nutzt die Gemeine Nachtkerze die so genannte Semachorie, die Ausstreuung durch Windbewegung oder die Bewegung der Pflanze durch Tiere. Die nur ein Tausendstel Gramm schweren Samen werden durch Bewegung aus den senkrecht orientierten Kapselfrüchten ausgestreut. Anschließend werden sie mit Hilfe ihres Flügelsaums als Flieger durch den Wind ausgebreitet (so genannte Meteorochorie).

## Verbreitung
Oenothera biennis ist im  östlichen und zentralen Nordamerika verbreitet. In vielen Gebieten ist Oenothera biennis ein Neophyt.
Die Gemeine Nachtkerze wurde, ähnlich wie andere Nachtkerzenarten, im 17. Jahrhundert als Zierpflanze nach Europa und andere gemäßigte Gebiete der Welt eingeführt (so genannte Ethelochorie). Aufgrund ihrer späten Einführung nach Europa zählt sie zu den hemerochoren Neophyten. Für das Jahr 1623 ist ihr Anbau bei Paris belegt. 1660 wurde sie in Altdorf und 1668 in Halle angepflanzt und als Lysimachia virginiana major fl. amplo bezeichnet. Als reine Zierpflanze fand sie weite Verbreitung. Nachdem man entdeckt hatte, dass ihre Wurzeln und Blätter essbar waren, baute man diese Art vielerorts in den Küchengärten als Gemüse an. Als Gartenflüchtling verwilderte sie schnell. 1766 beschrieb man sie in Brandenburg als Unkraut. Hybridisationen mit anderen Nachtkerzenarten haben zu einer großen Anzahl schwer unterscheidbarer Kleinarten geführt. Ihre heutige Verbreitung verdankt sie meist einer Verschleppung (so genannte agochore Ausbreitung), da ihre Samen häufig mit ins Frachtgut gelangen. Auch in vielen anderen gemäßigten Gebieten ist Oenothera biennis ein Neophyt.
Die Gemeine Nachtkerze gedeiht meist auf trockenen, nicht zu nahrhaften, möglichst kalkhaltigen Böden. Für ein optimales Gedeihen sorgen hohe Temperaturen und Sonne. Halbschatten wird ebenso vertragen.
Wegen ihrer Verbreitung entlang von Eisenbahnlinien wird sie gelegentlich als „Eisenbahnpflanze“ bezeichnet. 1884 wurde beschrieben, dass die moderne Eisenbahn zur Verbreitung dieser Pflanze beigetragen hatte.
In ganz Europa, Vorderasien und Ostasien ist die Nachtkerze an Ruderalplätzen wie Wegrändern, Kies- und Sandgruben, Steinbrüchen und Schotterbänken zu finden. Sie ist pflanzensoziologisch in Mitteleuropa eine Charakterart des Echio-Melilotetum aus dem Verband Dauco-Melilotion. Sie steigt in Graubünden bei Pagig bis 1360 Meter Meereshöhe auf.
Die ökologischen Zeigerwerte nach Landolt et al. 2010 sind in der Schweiz: Feuchtezahl F = 2 (mäßig trocken), Lichtzahl L = 4 (hell), Reaktionszahl R = 4 (neutral bis basisch), Temperaturzahl T = 4 (kollin), Nährstoffzahl N = 3 (mäßig nährstoffarm bis mäßig nährstoffreich), Kontinentalitätszahl K = 3 (subozeanisch bis subkontinental).

## Etymologie
Weitere Trivialnamen sind Nachtblume, Gelber Nachtschatten, Nachtschlüsselblume, Eierblume, Gelbe Rapunzel, Rapunzelsellerie, Härekraut, Rapontika, Rübenwurzel, Schinkenkraut, Schinkenwurz, Stolzer Heinrich, Weinblume oder Weinkraut und Hustenblume.
Carl von Linné veröffentlichte 1753 den heute akzeptierten botanischen Gattungsnamen Oenothera, der sich von den griechischen Worten oinos οῖνος für „Wein“ und thēr ϑήρ für „Tier“ ableitet. Zuvor hatten mit dem Namen Oenothera antike und mittelalterliche Autoren wie Plinius der Ältere und Paracelsus vermutlich die ebenfalls zur Familie der Nachtkerzengewächse zählenden Weidenröschen (Epilobium) bezeichnet (die nordamerikanische Gattung der Nachtkerzen konnten sie noch nicht kennen). Sie waren der Meinung, dass Pflanzenteile dieser Pflanzenarten mit Wein genossen die Menschen heiter und wilde Tiere sanft machten. Das Artepitheton biennis weist auf die Zweijährigkeit von Oenothera biennis hin.

## Systematik
Die Erstveröffentlichung von Oenothera biennis erfolgte 1753 durch Carl von Linné in Species Plantarum, Tomus I, S. 346. Synonyme für Oenothera biennis L. sind: Oenothera muricata L., Oenothera suaveolens Desf., Onagra biennis (L.) Scop., Onagra muricata (L.) Moench
Oenothera biennis gehört zur Subsektion Oenothera aus der Sektion Oenothera in der Gattung Oenothera.
In der botanischen Systematik werden meist 13 Kleinarten zur Artengruppe oder Sammelart Oenothera biennis agg. (Aggregat = Sammelart) zusammengefasst, da diese sehr eng verwandt, einander sehr ähnlich und daher schwer zu unterscheiden sind. Bei ihnen handelt es sich um artgewordene Hybride, die mittels eines speziellen cytogenetischen Mechanismus (Komplexheterozygotie) erblich konstant bleiben.
Die Artengruppe Oenothera biennis agg. umfasst: Oenothera biennis L., Oenothera canovirens E.S.Steele, Oenothera carinthiaca Rostanski, Oenothera deflexa R.R.Gates, Oenothera erythrosepala (Borbás) Borbás, Oenothera fallax Renner ex Rostanski, Oenothera heiniana Teyber, Oenothera hoelscheri Renner & Rostanski, Oenothera pycnocarpa G.F.Atk. & Bartlett, Oenothera rubricaulis Kleb., Oenothera salicifolia Desf. ex Ser., Oenothera suaveolens Desf., Oenothera wienii Renner ex Rostanski.

## Anbau
Zur Gewinnung des Nachtkerzenöls kann die Nachtkerze in ein- und zweijähriger landwirtschaftlicher Kultur angebaut werden. Bei einjährigem Anbau erfolgt die Aussaat in der ersten Aprilhälfte, bei zweijähriger Kulturdauer werden die feinen Samen im Hochsommer flach gesät. Die Nährstoffansprüche der Nachtkerze sind gering. Krankheiten und Schädlinge können die Ernte jedoch beeinträchtigen.
Wie für züchterisch wenig bearbeitete Pflanzenarten typisch, reifen die Samen ungleichmäßig ab. Sind drei Viertel der Kapselfrüchte braun gefärbt, wird mit dem Mähdrescher geerntet. Da die Samen sehr trocken gelagert werden (der Wassergehalt im Samen darf maximal 9 Prozent betragen), schließt sich an die Reinigung der Samen eine Trocknung an. Bei zweijähriger Kulturdauer beträgt der Samenertrag zwischen 6 und 13 Dezitonnen pro Hektar, im Ökologischen Landbau rechnet man mit 3 bis 7 Dezitonnen. Der Ölgehalt der Samen liegt bei 20 bis 30 Prozent.
In den 1990er Jahren wurde die Nachtkerze versuchsmäßig kommerziell angebaut. Derzeit bauen in Deutschland einzelne Landwirte Nachtkerzen feldmäßig an, um das Öl direkt zu vermarkten.

## Krankheiten und Schädlinge
Falscher Mehltau (Peronospora arthuri) und Pilzerkrankungen wie Septoria (Septoria oenotherae) zählen zu den häufigsten Krankheiten der Nachtkerze. Daneben wurden auch der Echte Mehltau Erisyphe polygoni, die Rostpilze Puccinia dioicae, Puccinia oenotherae und Puccinia pulverulenta und die Pilze Mycosphaerella tassiana und Pleospora herbarum nachgewiesen. Mit Fungiziden können diese effektiv behandelt werden. Der Erdfloh und die Nachtkerzenlaus sind typische Schädlinge dieser Pflanze, hierzu zählt auch der Vogelfraß an Samenkapseln. Um Krankheiten und den Befall von Schädlingen zu vermeiden, können Knoblauchbrühen, Mulch oder Kompost und Gesteinsmehl helfen.

## Verwendung

### Verwendung als Nahrungsmittel
Die Blätter und Wurzeln der Pflanze wurden von verschiedenen Stämmen der amerikanischen Ureinwohner als Nahrungsmittel genutzt.
Die Pfahlwurzel der Nachtkerze, wegen ihrer weiß-rosa Färbung am oberen Ende im Volksmund „Schinkenwurzel“ oder „Schinkenkraut“ genannt, kann im ersten Jahr ab Oktober (Rosettenstadium) bis zum Frühjahr verzehrt werden. Die Wurzel sollte vor der Blüte geerntet werden, da sie danach verholzt. Die Wurzeln werden wie Schwarzwurzel zubereitet, oder man kocht sie in Fleischbrühe; sie werden auch in Scheiben geschnitten und mit Essig und Öl angemacht. Ihr Geschmack ist nicht stark ausgeprägt und leicht pfeffrig.

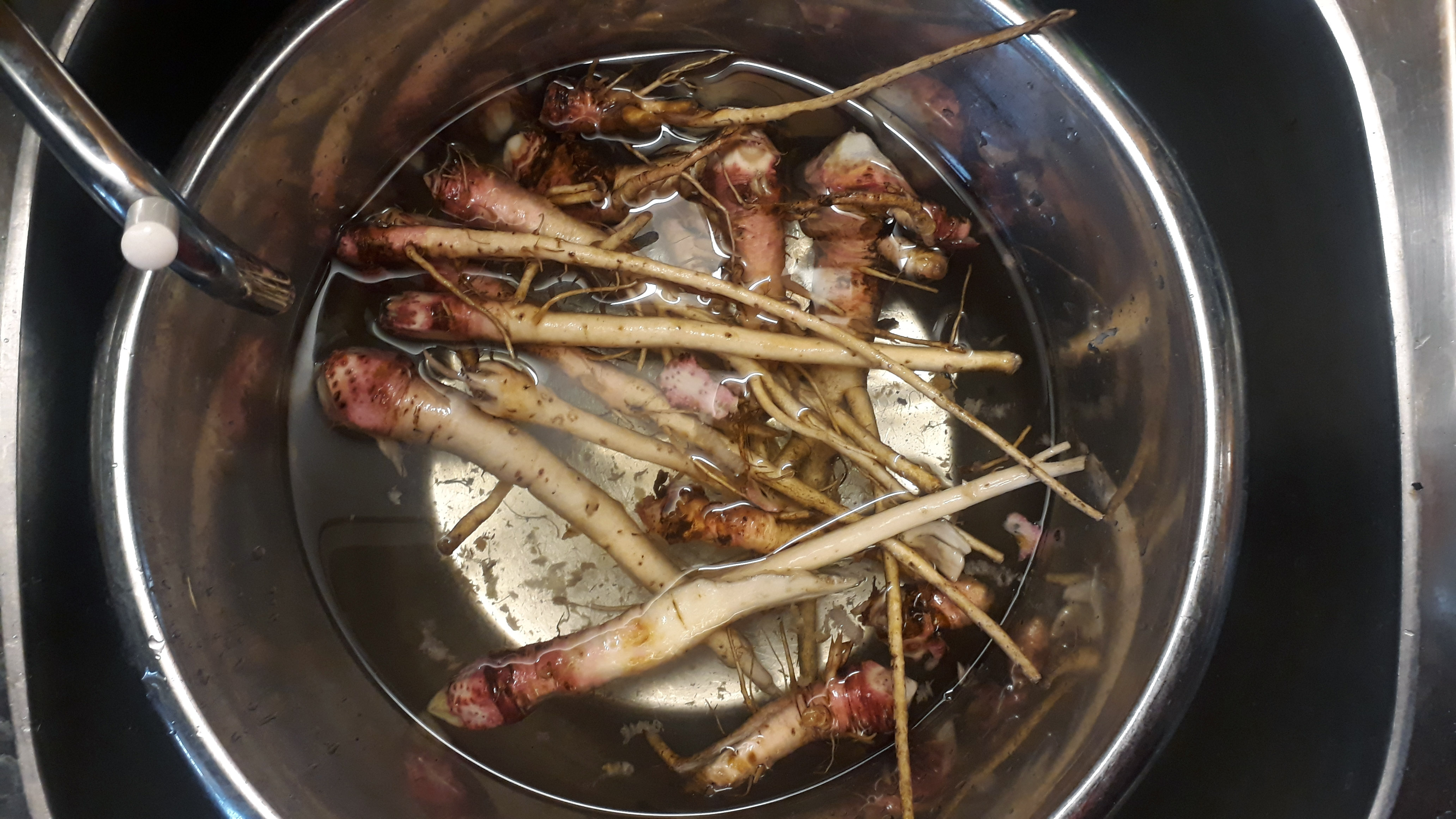
Wurzeln geputzt
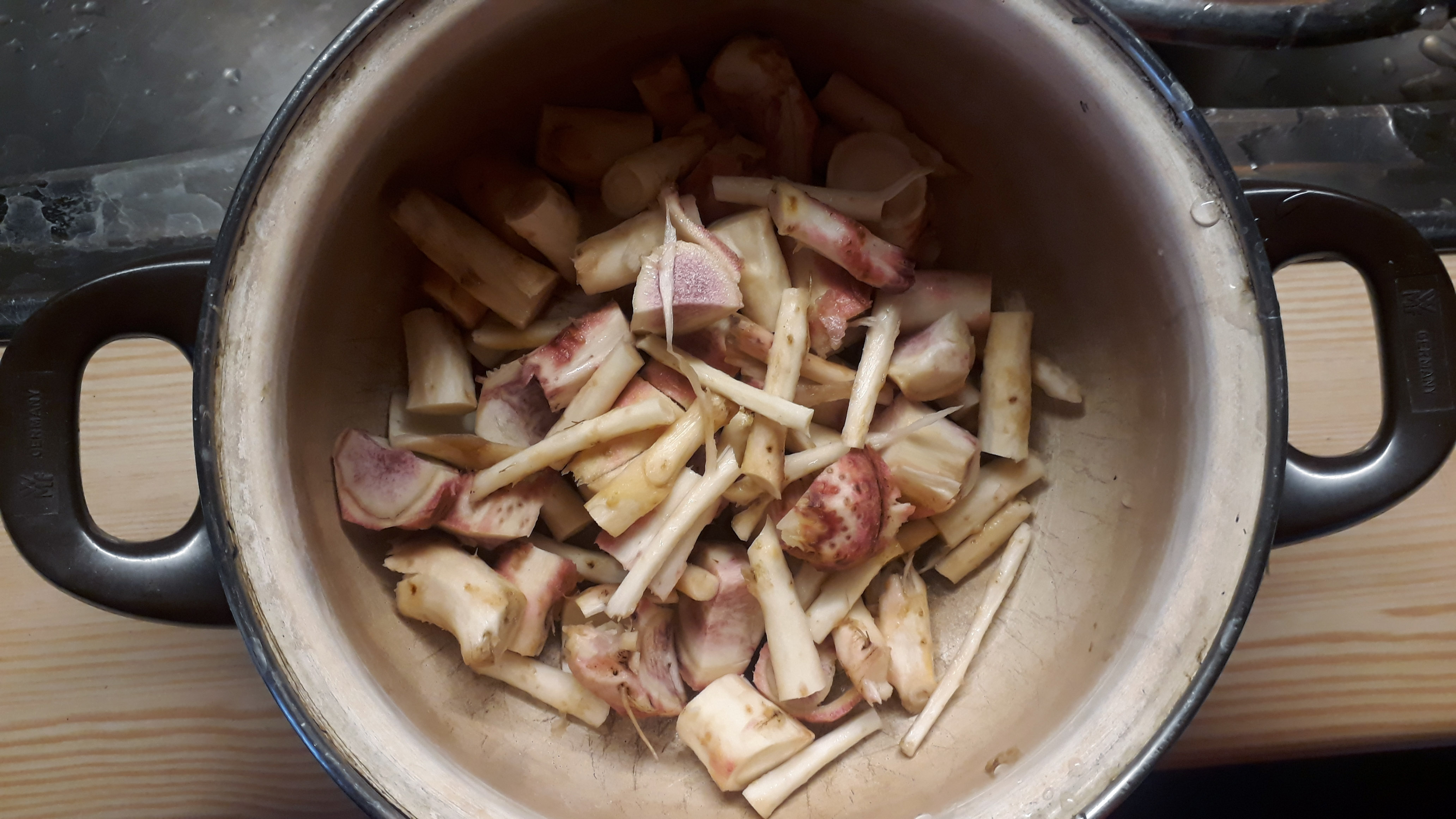
Zum Kochen geschnitten
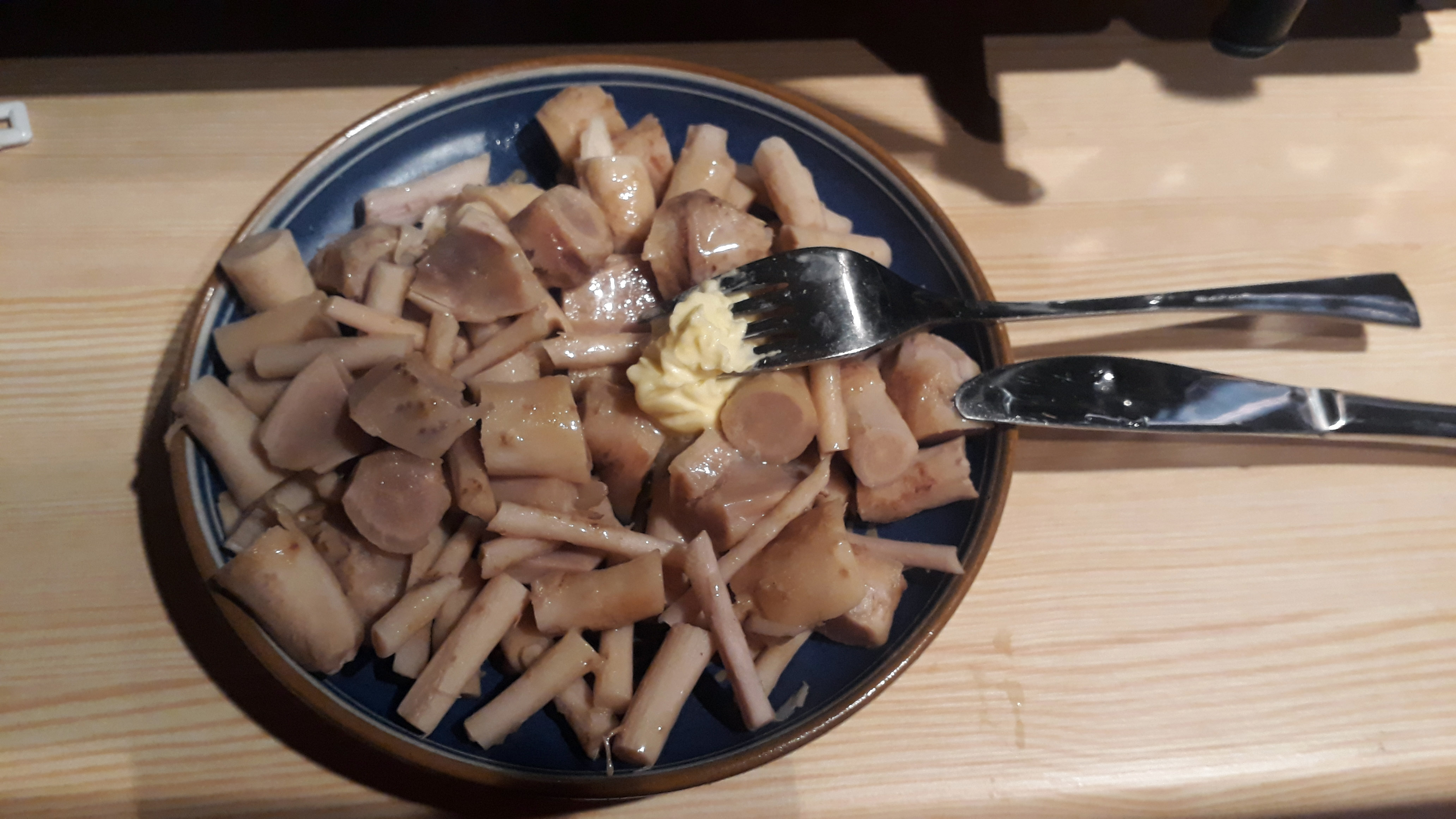
Gekocht

Sprichwörter behaupteten, dass ein Pfund Nachtkerzenwurzel so viel Kraft gebe wie ein Zentner Ochsenfleisch. Auch Blätter, Blüten und Samen sind essbar. In der modernen Küche werden die Blütenhüllblätter gelegentlich als Dekoration verwendet.
Die Nachtkerze zählt zu den typischen Pflanzenarten des Bauerngartens, auch wenn sie heute meist als Zierpflanze angebaut oder toleriert wird.
In Masuren verwendete man Wurzeln und Blätter als Schweinefutter.

### Verwendung als Heilpflanze
Die nordamerikanischen Ureinwohner verwendeten die zu Brei zerstampften Samen der Gemeinen Nachtkerze als Heilmittel.
In der Naturheilkunde hat heute vor allem das Nachtkerzenöl eine Bedeutung. Es wird aus den Samen gewonnen und zur Behandlung und symptomatischen Erleichterung bei Neurodermitis innerlich eingesetzt. Es wird in der Naturheilkunde außerdem bei Asthma, Heuschnupfen, Bluthochdruck, Migräne und Rheuma angewendet. Das Nachtkerzenöl kann auch bei Menstruations- und Wechseljahrsbeschwerden genutzt werden. Ein weiteres Einsatzgebiet stellt die Haustierpflege dar. Hautreizungen und Haarausfall können mit dem Öl behandelt werden. Nachtkerzenöl wurde zwar in sehr vielen Indikationen klinisch überprüft; eine Wirksamkeit konnte aber nicht gezeigt werden.
Das Öl enthält mit 65 bis 80 % große Mengen an Linolsäure und 8 bis 14 % Gamma-Linolensäure (GLA). Aus letzterer bildet der Körper über weitere Zwischenschritte Prostaglandin E1. Aufgrund einer mangelhaften Enzymaktivität der Delta-6-Desaturase soll bei Neurodermitikern ein Mangel an Gamma-Linolensäure bestehen. Die im Nachtkerzenöl in einer Konzentration zwischen 8 und 14 % enthaltene Gamma-Linolensäure ermöglicht die vermehrte Produktion des antiinflammatorisch wirksamen Prostaglandins E1 ohne Delta-6-Desaturase-vermittelte Umwandlung der cis-Linolsäure in die Gamma-Linolensäure. Da Nachtkerzenöl sehr teuer ist, wird als Ersatz zunehmend Hanföl verwendet.
Nach einer Metaanalyse von über 27 Studien zur Wirksamkeit von Nachtkerzenöl kommt die Cochrane Collaboration 2013 jedoch zur abschließenden Bewertung, dass sowohl Nachtkerzenöl als auch das ebenfalls Gamma-Linolensäure-reiche Borretschöl bei oraler Einnahme keinerlei über einen Placeboeffekt hinausreichende Wirkung auf Ekzeme hat.

### Verwendung in der Kosmetik
Das Nachtkerzenöl findet auch Verwendung als Wirkstoff und Additiv in Kosmetikartikeln, speziell in Hautcremes. Die Inhaltsstoffe wirken hier vor allem bei reizempfindlicher Haut beruhigend und können dementsprechend vor allem bei trockener, schuppiger und juckender Haut pharmazeutisch verwendet werden.